# Avia BH-1

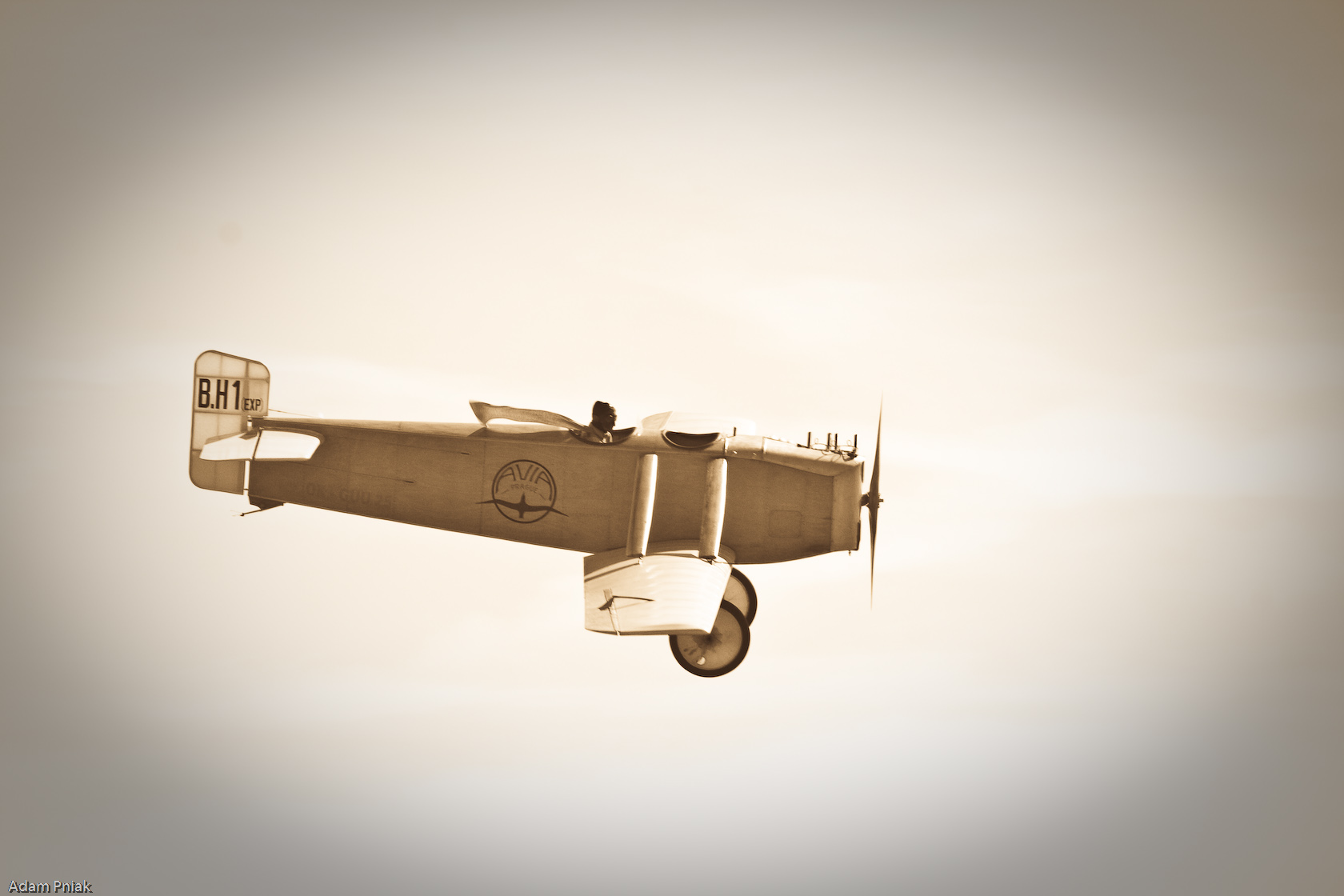
Avia BH-1

De Avia BH-1 is een Tsjechoslowaaks laagdekker sportvliegtuig gebouwd door Avia. De BH-1 is het eerste vliegtuig gebouwd door Avia en ontworpen door Pavel Beneš en Miroslav Hajn, de letters BH verwijzen ook naar Beneš en Hajn. Op 13 oktober 1920 maakte de BH-1 haar eerste vlucht. Er is maar één BH-1 gebouwd.
In 2004 is een vliegende replica gebouwd door Marcel Semezký, deze werd aangedreven door een Walter Mikron.

## BH-1 exp.
De eerste uitvoering van de BH-1 werd aangedreven door een Daimler motor, maar deze motor bleek niet voldoende vermogen te leveren om met beide zitplaatsen bezet de lucht in te kunnen komen. Het achtervoegsel exp. staat voor experimenteel.

## BH-1 bis.
De tweede uitvoering van de BH-1 was de BH-1 bis.. De bis was hetzelfde toestel als de exp., maar dan met een andere motor, een Gnome Omega. Dit toestel bleek wel in staat om twee personen in de lucht te brengen.

## Specificaties (BH-1 exp.)
- Bemanning: 1

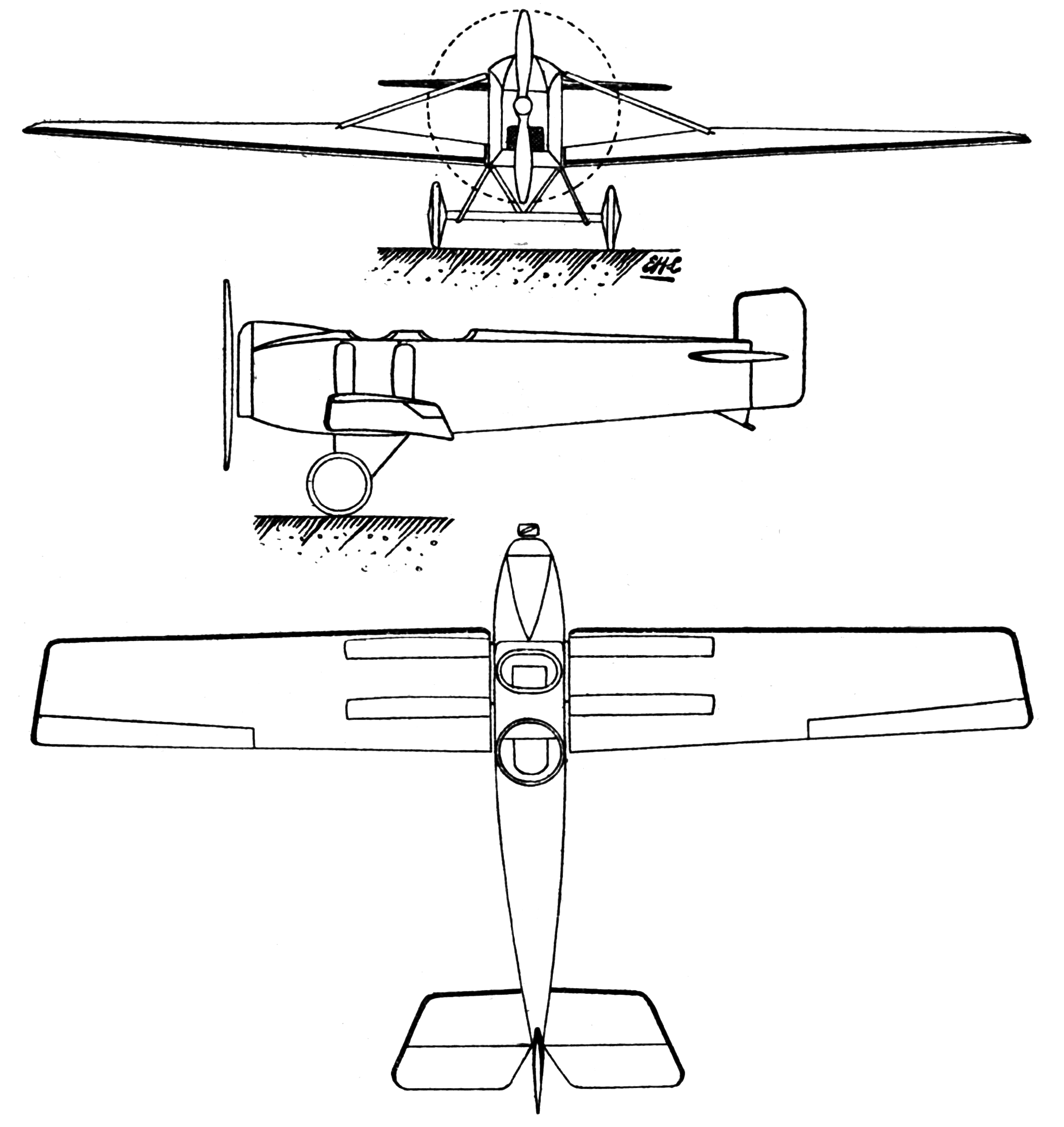
Avia BH-1

- Capaciteit: 0 (1 passagiers was de bedoeling, maar dat kon de motor niet aan)
- Lengte: 5,7 m
- Spanwijdte: 10,08 m
- Vleugeloppervlak: 10,4 m2
- Leeggewicht: 270 kg
- Volgewicht: 490 kg
- Motor: 1× Daimler motorfiets motor, 22kW (29 pk)
- Maximumsnelheid: 137 km/h
- Plafond: 3 500 m